# Mistrzostwa Świata w Kajakarstwie 1973
10. Mistrzostwa świata w kajakarstwie odbyły się w 1973 w Tampere.
Rozegrano 15 konkurencji męskich i 3 kobiece. Mężczyźni startowali w kanadyjkach jedynkach (C-1) i dwójkach (C-2) oraz w kajakach jedynkach (K-1), dwójkach (K-2) i czwórkach (K-4), zaś kobiety w kajakach jedynkach, dwójkach i czwórkach.  Liczba i rodzaj konkurencji nie zmieniły się od poprzednich mistrzostw.
Pierwsze miejsce w klasyfikacji medalowej wywalczyli reprezentanci Związku Radzieckiego.

## Medaliści

### Mężczyźni

#### Kanadyjki
| Konkurencja: | Złoto:                                          | Rezultat | Srebro:                                         | Rezultat | Brąz:                                      | Rezultat |
| C-1 500 m    | Miklós Darvas                                   | 2:05,02  | Nikołaj Fiedułow                                | 2:05,42  | Ivan Patzaichin                            | 2:07,42  |
| C-1 1000 m   | Ivan Patzaichin                                 | 4:25,40  | Romualdas Vinojinidis                           | 4:28,17  | Tamás Wichmann                             | 4:28,82  |
| C-1 10 000 m | Wasyl Jurczenko                                 | 48:42,98 | Lipat Varabiev                                  | 49:11,18 | Tamás Wichmann                             | 51:15,29 |
| C-2 500 m    | ZSRR · Oleg Kalidow · Witalij Słobodieniuk      | 1:53,53  | Rumunia · Gheorghe Danielov · Gheorghe Simionov | 1:53,58  | Polska · Jerzy Opara · Andrzej Gronowicz   | 1:54,94  |
| C-2 1000 m   | Rumunia · Gheorghe Danielov · Gheorghe Simionov | 3:49,33  | ZSRR · Vladas Česiūnas · Jurij Łobanow          | 3:49,56  | Węgry · Tamás Wichmann · Gyula Petrikovics | 3:71,35  |
| C-2 10 000 m | ZSRR · Vladas Česiūnas · Jurij Łobanow          | 45:01,51 | Rumunia · Vasile Serghei · Cherasim Munteanu    | 45:37,48 | Węgry · Tamás Buday · Gábor Haraszti       | 45:45,18 |

#### Kajaki
| Konkurencja:  | Złoto:                                                                         | Rezultat | Srebro:                                                                       | Rezultat | Brąz:                                                                                 | Rezultat |
| K-1 500 m     | Géza Csapó                                                                     | 1:52,77  | Witalij Trukszin                                                              | 1:53,38  | Grzegorz Śledziewski                                                                  | 1:54,19  |
| K-1 1000 m    | Géza Csapó                                                                     | 3:51,68  | Grzegorz Śledziewski                                                          | 3:52,32  | Aleksandr Szaparenko                                                                  | 3:55,11  |
| K-1 10 000 m  | Aleksandr Szaparenko                                                           | 45:17,30 | Péter Völgyi                                                                  | 45:27,41 | Jørgen Andersen                                                                       | 45:30,11 |
| K-1 4 × 500 m | ZSRR · Witalij Trukszin · Anatolij Kobrysow · Siergiej Nikolski · Oleg Cegojew | 7:31,53  | Węgry · István Csizmadia · Zoltán Angyal · Róbert Schaffhauser · István Szabó | 7:38,96  | Rumunia · Atanasie Sciotnic · Vasilie Simiocenco · Roman Vartolomeu · Mihai Zafiu     | 7:40,97  |
| K-2 500 m     | ZSRR · Mikałaj Chachoł · Petro Hreszta                                         | 1:41,57  | Węgry · József Deme · János Rátkai                                            | 1:42,08  | Rumunia · Ion Dragulschi · Ernst Pavel                                                | 1:42,46  |
| K-2 1000 m    | Węgry · József Deme · János Rátkai                                             | 3:30,34  | Rumunia · Ion Dragulschi · Ernst Pavel                                        | 3:32,95  | NRD · Herbert Laabs · Joachim Mattern                                                 | 3:33,03  |
| K-2 10 000 m  | Węgry · Zoltán Bakó · Géza Csapó                                               | 40:50,43 | Rumunia · Ion Terente · Antrop Varabiev                                       | 40:59,23 | Belgia · Jos Broekx · Paul Stinckens                                                  | 41:09,56 |
| K-4 1000 m    | Węgry · József Deme · János Rátkai · Csongor Vargha · Csaba Giczy              | 3:07,84  | ZSRR · Jurij Fiłatow · Wołodymyr Morozow · Mikałaj Chachoł · Walerij Didienko | 3:09,43  | NRD · Norbert Paschke · Peter Korsch · Jürgen Lehnert · Harald Marg                   | 3:10,80  |
| K-4 10 000 m  | Węgry · Csaba Giczy · Tibor Nagy · Csongor Vargha · Géza Kralován              | 36:14,58 | RFN · Erich Pasch · Horst Mattern · Rudolf Blaß · Eberhard Fischer            | 36:23,21 | Rumunia · Atanasie Sciotnic · Cuprian Macarencu · Costel Coșniță · Vasilie Simiocenco | 36:29,40 |

### Kobiety

#### Kajaki
| Konkurencja: | Złoto:                                                                  | Rezultat | Srebro:                                                                 | Rezultat | Brąz:                                                                     | Rezultat |
| K-1 500 m    | Nina Gopowa                                                             | 2:04,78  | Petra Borzym                                                            | 2:05,92  | Viorica Dumitru                                                           | 2:06,42  |
| K-2 500 m    | NRD · Ilse Kaschube · Petra Borzym                                      | 1:53,51  | ZSRR · Ludmiła Pinajewa · Nina Gopowa                                   | 1:53,91  | Węgry · Anna Pfeffer · Ilona Tőzsér                                       | 1:54,90  |
| K-4 500 m    | ZSRR · Ludmiła Pinajewa · Nina Gopowa · Łarysa Kabakowa · Tamara Popowa | 1:45,25  | Węgry · Anna Pfeffer · Ilona Tőzsér · Erzsébet Horváth · Mária Zakariás | 1:46,94  | Rumunia · Viorica Dumitru · Maria Nichiforov · Maria Cosma · Maria Ivanov | 1:47,82  |

## Klasyfikacja medalowa
| Miejsce | Państwo | Złoto | Srebro | Brąz | Razem |
| ------- | ------- | ----- | ------ | ---- | ----- |
| 1       | ZSRR    | 8     | 6      | 1    | 15    |
| 2       | Węgry   | 7     | 4      | 5    | 15    |
| 3       | Rumunia | 2     | 5      | 6    | 13    |
| 4       | NRD     | 1     | 1      | 2    | 4     |
| 5       | Polska  | 0     | 1      | 2    | 3     |
| 6       | RFN     | 0     | 1      | 0    | 1     |
| 7       | Belgia  | 0     | 0      | 1    | 1     |
| 7       | Dania   | 0     | 0      | 1    | 1     |
|         | Razem   | 18    | 18     | 18   | 54    |